# Gare de Hassi Ameur
La gare de Hassi Ameur est une gare ferroviaire algérienne située sur le territoire de la commune de Hassi Bounif, dans la wilaya d'Oran.

## Situation ferroviaire
La gare se situe sur la ligne d'Oran à Arzew, où elle est précédée de la gare de Hassi Bounif et suivie de celle de Hassi Ben Okba.
| \| Hassi Ameur Oran Es Senia Arzew Oued Tlelat Boutlélis \| Localisation de la gare de Hassi Ameur dans la wilaya d'Oran. |
| Hassi Ameur Oran Es Senia Arzew Oued Tlelat Boutlélis                                                                     |

## Histoire
Lors de la colonisation, la gare portait le nom de gare de Assi-Ameur.
Située à une altitude de 94,400 m, la gare est mise en service en 1900 lors de l'ouverture de la section d'Oran à Damesme (actuelle Aïn El Bia) de l'ancienne ligne d'Oran à Kenadsa où elle était située au point kilométrique (PK) 17,700,,.
L'ancienne gare est fermée en 1958 consécutivement à la fermeture de la section d'Oran à Damesme de la ligne d'Oran à Kenadsa. Une nouvelle gare est ouverte en 2011 lors de la mise en service de la nouvelle ligne d'Oran à Arzew.

## Service des voyageurs

### Dessertes
La gare de Hassi Ameur est desservie par les trains régionaux de la liaison Oran - Arzew.